# Georges Laraque
Georges Laraque (né le 7 décembre 1976 à Montréal, dans la province de Québec au Canada) est un joueur professionnel retraité de hockey sur glace.
En 2010, il devient chef-adjoint du Parti vert du Canada, poste auquel il renonce en 2013 à la suite d'une accusation de fraude.

## Carrière sportive
Natif de Montréal, Laraque fait ses premiers pas dans la Ligue de hockey junior majeur du Québec en jouant pour les Lynx de Saint-Jean dès 1993. En 1995, il est choisi lors du repêchage d'entrée dans la Ligue nationale de hockey par les Oilers d'Edmonton en deuxième ronde (31e choix). Il décide de ne pas rejoindre immédiatement la LNH et reste encore une saison dans la LHJMQ. Au total, en 173 matchs juniors il récolte 107 points et surtout 661 minutes de pénalités. En 1996, il joue avec les Prédateurs de Granby et gagne avec eux la Coupe Memorial de la Ligue canadienne de hockey.
En 1997, il fait ses débuts dans la LNH en jouant une dizaine de matchs avec les Oilers mais il passe la majorité de son temps avec leur franchise affiliée, les Bulldogs de Hamilton de la Ligue américaine de hockey. Il lui faut deux saisons pour s'imposer et se faire une place dans l'effectif des Oilers et jusqu'à la saison 2006-2007 de la LNH, il est un des membres important de l'équipe.
Lors du lock-out 2004-2005 de la LNH, il joue en Suède dans Division 1, le troisième échelon national pour la section hockey du club de l'AIK.
Au cours de l'inter-saison 2006, il déclare vouloir rester dans l'effectif des Oilers et se sent également prêt à faire un effort au niveau salarial contre un contrat de longue durée avec une clause de non échange. Les Oilers n'acceptent pas de le garder et le 5 juillet 2006, il signe un contrat de deux ans avec les Coyotes de Phoenix. Il inscrit son premier but sous ses nouvelles couleurs contre son ancienne équipe le 26 octobre 2006 lors d'une victoire 6-2.
Le 27 février 2007, lors du dernier jour possible des transferts de la LNH, il rejoint l'équipe 2006-2007 des Penguins de Pittsburgh, en bonne voie pour se qualifier pour les séries éliminatoires. Il est échangé contre Daniel Carcillo, joueur de l'équipe affiliée à Pittsburgh, les Penguins de Wilkes-Barre/Scranton ainsi qu'un choix de troisième ronde lors du repêchage 2007. Avec l'équipe 2007-2008, il parvient à la finale de la Coupe Stanley mais finalement l'équipe perd au sixième match 4 à 2 après avoir remporté le cinquième match de la finale sur la glace des Red Wings de Détroit, le Joe Louis Arena, au bout de trois prolongations.
Le 3 juillet 2008, il signe un contrat de trois saisons avec les Canadiens de Montréal d'une valeur estimée de 4,5 millions de dollars. Il porte le numéro 17, car le numéro 27 était déjà porté par Alekseï Kovaliov à son arrivée. Le 24 avril 2009, il lance officiellement son site Web.
Le 25 septembre 2009, Laraque confirme qu'il est le nouveau représentant des Canadiens de Montréal dans l'Association des joueurs de la Ligue nationale de hockey à la suite du départ de Mike Komisarek de l'équipe. Le 14 janvier 2010, Laraque inscrit son premier but dans l'uniforme du Canadiens de Montréal face aux Stars de Dallas qu'il dédie aux Haïtiens qui se relèvent d'un tremblement de terre. Une semaine plus tard, il est libéré par les Canadiens de Montréal.
Le 26 octobre 2011, Laraque lance son premier livre, son autobiographie, intitulée La force d'y croire, en anglais The Story of the NHL's Unlikeliest Tough Guy.
En 2016, George Laraque devient entraîneur adjoint de l'équipe national de hockey-balle d'Haitï. L'équipe qui évolue en deuxième division remportera l'or. 

## Après carrière
Après la fin de sa carrière de joueur, Georges Laraque s’est impliqué dans les médias sportifs montréalais. Depuis 2015, il est l’un des animateurs vedettes de la station 91,9 Sports (devenue BPM Sports), où il coanime notamment l’émission « Laraque-Gonzalez » avec l’animateur Stéphane Gonzalez, en collaboration régulière avec l’analyste David Ettedgui.
Georges Laraque intervient également dans d’autres émissions de la station, telles que « Le Monde de Georges », aux côtés de plusieurs personnalités du milieu du hockey québécois.

## Carrière politique
Le 13 février 2010, Laraque rejoint officiellement le Parti vert du Canada. Le 31 juillet 2010, il devient l'un des chefs adjoints du parti. Le 9 juillet 2013, il annonce qu'il sera candidat pour le Parti vert fédéral à l'élection partielle dans Bourassa.
Le 16 octobre 2013, Laraque est accusé de fraude envers un des ex-associés de sa compagnie de glaces synthétiques. Il démissionne alors de son poste de chef adjoint et retire sa candidature à l'élection partielle.

## Covid-19
Le 30 avril 2020, Laraque, qui est asthmatique, est hospitalisé, après avoir contracté la Covid-19, à l'Hôpital Charles-Le Moyne à Greenfield Park,,. Il sort de l'hôpital après cinq jours et il récupère chez lui.

## Statistiques
| Saison     | Équipe                         | Ligue      |     | Saison régulière | Saison régulière | Saison régulière | Saison régulière | Saison régulière |   | Séries éliminatoires | Séries éliminatoires | Séries éliminatoires | Séries éliminatoires | Séries éliminatoires |
| Saison     | Équipe                         | Ligue      | PJ  | B                | A                | Pts              | Pun              | PJ               | B | A                    | Pts                  | Pun                  |                      |                      |
| 1992-1993  | Canadiens de Montréal-Bourassa | MAAA       | 37  | 8                | 20               | 28               | -                | 3                | 1 | 2                    | 3                    | -                    |                      |                      |
| 1993-1994  | Lynx de Saint-Jean             | LHJMQ      | 70  | 11               | 11               | 22               | 142              | -                | - | -                    | -                    | -                    |                      |                      |
| 1994-1995  | Lynx de Saint-Jean             | LHJMQ      | 62  | 19               | 22               | 41               | 259              | 7                | 1 | 1                    | 2                    | 42                   |                      |                      |
| 1995-1996  | Titan de Laval                 | LHJMQ      | 11  | 8                | 13               | 21               | 76               | -                | - | -                    | -                    | -                    |                      |                      |
| 1995-1996  | Laser de Saint-Hyacinthe       | LHJMQ      | 8   | 3                | 4                | 7                | 59               | -                | - | -                    | -                    | -                    |                      |                      |
| 1995-1996  | Prédateurs de Granby           | LHJMQ      | 22  | 9                | 7                | 16               | 125              | 18               | 7 | 6                    | 13                   | 104                  |                      |                      |
| 1996-1997  | Bulldogs de Hamilton           | LAH        | 73  | 14               | 20               | 34               | 179              | 15               | 1 | 3                    | 4                    | 12                   |                      |                      |
| 1997-1998  | Bulldogs de Hamilton           | LAH        | 46  | 10               | 20               | 30               | 154              | 3                | 0 | 0                    | 0                    | 11                   |                      |                      |
| 1997-1998  | Oilers d'Edmonton              | LNH        | 11  | 0                | 0                | 0                | 59               | -                | - | -                    | -                    | -                    |                      |                      |
| 1998-1999  | Oilers d'Edmonton              | LNH        | 39  | 3                | 2                | 5                | 57               | 4                | 0 | 0                    | 0                    | 2                    |                      |                      |
| 1998-1999  | Bulldogs de Hamilton           | LAH        | 25  | 6                | 8                | 14               | 93               | -                | - | -                    | -                    | -                    |                      |                      |
| 1999-2000  | Oilers d'Edmonton              | LNH        | 76  | 8                | 8                | 16               | 123              | 5                | 0 | 1                    | 1                    | 6                    |                      |                      |
| 2000-2001  | Oilers d'Edmonton              | LNH        | 82  | 13               | 16               | 29               | 148              | 6                | 1 | 1                    | 2                    | 8                    |                      |                      |
| 2001-2002  | Oilers d'Edmonton              | LNH        | 80  | 5                | 14               | 19               | 157              | -                | - | -                    | -                    | -                    |                      |                      |
| 2002-2003  | Oilers d'Edmonton              | LNH        | 64  | 6                | 7                | 13               | 110              | 6                | 1 | 3                    | 4                    | 4                    |                      |                      |
| 2003-2004  | Oilers d'Edmonton              | LNH        | 66  | 6                | 11               | 17               | 99               | -                | - | -                    | -                    | -                    |                      |                      |
| 2004-2005  | AIK                            | Division 1 | 16  | 11               | 5                | 16               | 24               | -                | - | -                    | -                    | -                    |                      |                      |
| 2005-2006  | Oilers d'Edmonton              | LNH        | 72  | 2                | 10               | 12               | 73               | 15               | 1 | 1                    | 2                    | 44                   |                      |                      |
| 2006-2007  | Coyotes de Phoenix             | LNH        | 56  | 5                | 17               | 22               | 52               | -                | - | -                    | -                    | -                    |                      |                      |
| 2006-2007  | Penguins de Pittsburgh         | LNH        | 17  | 0                | 2                | 2                | 18               | 2                | 0 | 0                    | 0                    | 0                    |                      |                      |
| 2007-2008  | Penguins de Pittsburgh         | LNH        | 71  | 4                | 9                | 13               | 141              | 15               | 1 | 2                    | 3                    | 4                    |                      |                      |
| 2008-2009  | Canadiens de Montréal          | LNH        | 33  | 0                | 2                | 2                | 61               | 4                | 0 | 0                    | 0                    | 4                    |                      |                      |
| 2009-2010  | Canadiens de Montréal          | LNH        | 28  | 1                | 2                | 3                | 28               | -                | - | -                    | -                    | -                    |                      |                      |
| Totaux LNH | Totaux LNH                     | Totaux LNH | 695 | 53               | 100              | 153              | 1126             | 53               | 4 | 8                    | 12                   | 68                   |                      |                      |